# Свадебный танец (картина Брейгеля)
«Сва́дебный та́нец» (нидерл. De bruiloft dans, англ. The Wedding Dance) — картина, написанная в 1566 году нидерландским художником Питером Брейгелем Старшим (Pieter Bruegel de Oude, около 1520/1525—1569). Картина принадлежит Детройтскому институту искусств. Она написана маслом по дереву, размер — 119,4 × 157,5 см. Также употребляется название «Свадебный танец на открытом воздухе».

## Описание
На картине «Свадебный танец» показано веселье, царящее на многолюдной крестьянской свадьбе. Всего на картине можно насчитать 125 человек. Картина написана яркими, контрастными красками.
Бо́льшая часть пространства картины занята изображением танцующих, среди которых невеста в чёрном платье, в соответствии с традициями того времени. Вдали между деревьями висит полотнище, к которому приделан брачный венец. Слева на заднем плане видны канавы, выкопанные, чтобы послужить в качестве столов и сидений для гостей. Справа, за музыкантом, играющим на волынке, находится мужчина, наблюдающий за торжеством со стороны. Судя по письменным принадлежностям, висящим на его поясе, он писатель или художник.
Как и на других картинах Брейгеля, многие фигуры показаны в сатирическом стиле. Отмечается определённая тенденция к «вуайеризму» — в частности, при изображении целующихся и обнимающихся людей. Возбуждение некоторых крестьян, изображённых на переднем плане, подчёркнуто увеличенным размером гульфиков — деталей мужской одежды, покрывающих гениталии.
- Левый нижний фрагмент картины
- Невеста (фрагмент картины)
- Правый нижний фрагмент картины

## История
Полагают, что картина «Свадебный танец», написанная в 1566 году, является частью серии из трёх произведений Брейгеля, к которой также относят картины «Крестьянская свадьба» (1567 или 1568) и «Крестьянский танец» (1569).
Картина долгое время считалась утерянной, пока в 1930 году её не обнаружил на одной из лондонских распродаж Вильгельм Валентинер (Wilhelm Valentiner, известный в США как William R. Valentiner — Уильям Валентинер), бывший в то время директором Детройтского института искусств. Валентинер приобрёл её для музея за 36 тысяч долларов (около 500 тысяч долларов, если перевести в цены 2013 года). В настоящее время эта картина считается одним из самых ценных экспонатов музея и оценивается в 100 миллионов долларов.
Известны случаи «цензуры», связанные с фривольностью изображений танцующих крестьян. Например, полиция Питсфилда (штат Массачусетс) запретила продажу выпуска журнала Time от 26 ноября 1951 года, где было опубликовано изображение этой картины. Некоторые издательства, печатающие репродукции этой картины, также предпочитают отретушировать «излишние» подробности.
В связи с банкротством Детройта аукционная компания Christie's произвела оценку находящихся в городской собственности произведений искусства, результаты которой были объявлены в декабре 2013 года. В частности, «Свадебный танец» Брейгеля был оценён в 100—200 миллионов долларов.